# Saint-Gibrien
Saint-Gibrien est une commune française située dans le département de la Marne en région Grand Est.

## Géographie

### Description
La commune se trouve sur la Marne, en aval de Châlons-en-Champagne et Fagnières, sur la rive gauche face à Recy. C'est actuellement la porte occidentale de l'intercommunalité « Cités en Champagne ». La commune occupe une superficie de 4 km2. Elle compte quatre lotissements issus de la rurbanisation/périurbanisation entamée en 1975 : le Petit Buisson, les Cytises, les Grands clos et le Château d'eau.
Saint-Gibrien exerce, entre autres, une fonction de sortie d'autoroute Châlons-Sud vers Troyes Lyon sur l'A26, mise en service en 1992, avec pour conséquence un soutien aux prix immobiliers. L'accessibilité de Saint-Gibrien y est un argument de vente-location des pavillons. De nouvelles perspectives s'ouvrent dans le cadre du développement de Châlons. On songe notamment au parc de la petite Gironde, où est localisé le centre de tri postal Champagne-Ardenne-Meuse, passé en 2008 à 8 500 m2 de capacité. C'est à proximité de Saint-Gibrien, bien que sur la commune de Matougues, que se localise l'unité de production McCain de frites surgelées, la plus grande d'Europe. Les facteurs de localisation sont bien entendu, la présence de producteurs céréaliers décidés à se reconvertir dans la pomme de terre dans un contexte de surproduction de céréales et de forte croissance de la demande en frites surgelées. S'y ajoutent la gare de marchandises située à Fagnières, entre Saint-Gibrien et Châlons, ainsi que l'A 26 et son embranchement vers l'A4 sur le Paris-Metz. Le classement de Matougues en zone de redynamisation rurale (ZRR) a pu décider à choisir cette commune plutôt que Saint-Gibrien, à quelques mètres près. Saint-Gibrien est désormais à un carrefour qui fait d'elle l'entrée sud de Châlons par autoroute, un espace offrant un potentiel susceptible d'attirer les investisseurs et l'implantation d'activités diverses telles que La Poste et MacCain.
L'avenir paraît largement tributaire du développement de l'agglomération châlonnaise, avec une nouvelle rocade sur la rive gauche de la Marne entre Fagnières et Châlons, des projets éventuels concernant justement la rive-gauche châlonnaise, comme en témoigne le rapport établi en mars 2010] à la suite d'une grande enquête de la DATAR sur les villes moyennes. Il est significatif que, contrairement à ses voisines Matougues et Villers-le-Château, Saint-Gibrien n'ait pas été classée en ZRR (Zone de revitalisation rurale)[pourquoi ?] lors des classements de 1995 et 2009.
Une piste cyclable est en construction le long de la RD87[Quand ?] entre Saint-Gibrien et Fagnières et le périphérique châlonnais permettra bientôt de passer sur la rive droite vers Recy et Saint-Martin avec, pour enjeu, le développement de la ZAC de la Petite Gironde où se trouve déjà la plate-forme de tri postal Champagne-Meuse, à quelques centaines de mètres de l'usine MacCain, laquelle est sise sur le territoire de la commune de Matougues mais plus proche du village de Saint-Gibrien. Commune perçue comme rurale, Saint-Gibrien n'en compte pas moins de 120 h/km2, sachant qu'elle située dans un département de la fameuse diagonale du vide démographique français.
Le terrain est calcaire et l'essentiel de la superficie de la commune est occupé par une culture d'openfield caractéristique de la révolution agricole des années 1950 qui ne représente cependant que 4 exploitations agricoles, soit une infime proportion de la population active dont l'essentiel est employé dans l'agglomération châlonnaise.

### Communes limitrophes
| Matougues          | Recy          | Saint-Martin-sur-le-Pré |
|                    | Saint-Gibrien |                         |
| Villers-le-Château |               | Fagnières               |

### Hydrographie
La commune est dans la région hydrographique « la Seine de sa source au confluent de l'Oise (exclu) » au sein du bassin Seine-Normandie. Elle est drainée par la Marne, le Pisseleu et le cours d'eau 01 de la commune de Fagnières,.
La Marne  prend sa source sur le plateau de Langres, dans la commune de Saints-Geosmes (Haute-Marne) et se jette dans la Seine entre Charenton-le-Pont et Alfortville (Val-de-Marne) dans le quartier de Conflans-l'Archevêque.

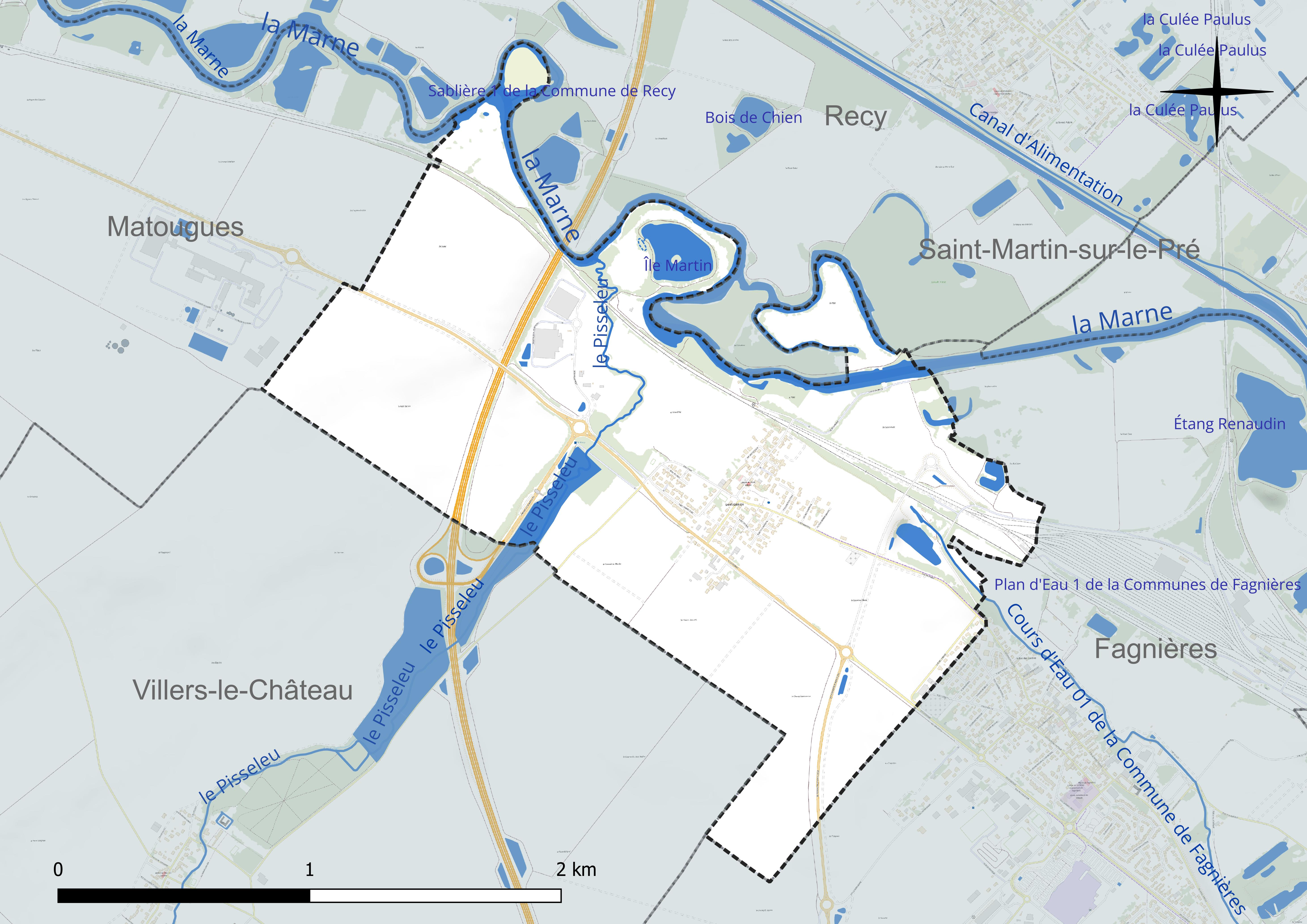
Réseau hydrographique de Saint-Gibrien.

Un plan d'eau complète le réseau hydrographique : Île Martin (4,6 ha),.

### Climat
Pour des articles plus généraux, voir Climat du Grand Est et Climat de la Marne.
En 2010, le climat de la commune est de type climat océanique dégradé des plaines du Centre et du Nord, selon une étude du Centre national de la recherche scientifique s'appuyant sur une série de données couvrant la période 1971-2000. En 2020, Météo-France publie une typologie des climats de la France métropolitaine dans laquelle la commune est exposée à un climat océanique altéré et est dans la région climatique Nord-est du bassin Parisien, caractérisée par un ensoleillement médiocre, une pluviométrie moyenne régulièrement répartie au cours de l’année et un hiver froid (3 °C).
Pour la période 1971-2000, la température annuelle moyenne est de 10,4 °C, avec une amplitude thermique annuelle de 15,7 °C. Le cumul annuel moyen de précipitations est de 657 mm, avec 11,5 jours de précipitations en janvier et 8,1 jours en juillet. Pour la période 1991-2020, la température moyenne annuelle observée sur la station météorologique de Météo-France la plus proche, « Fagnières-Inra », sur la commune de Fagnières à 2 km à vol d'oiseau, est de 11,2 °C et le cumul annuel moyen de précipitations est de 632,3 mm. 
La température maximale relevée sur cette station est de 41,8 °C, atteinte le 25 juillet 2019 ; la température minimale est de −21 °C, atteinte le 6 janvier 1985,,.
Les paramètres climatiques de la commune ont été estimés pour le milieu du siècle (2041-2070) selon différents scénarios d'émission de gaz à effet de serre à partir des nouvelles projections climatiques de référence DRIAS-2020. Ils sont consultables sur un site dédié publié par Météo-France en novembre 2022.

## Urbanisme

### Typologie
Au 1er janvier 2024, Saint-Gibrien est catégorisée commune rurale à habitat dispersé, selon la nouvelle grille communale de densité à sept niveaux définie par l'Insee en 2022.
Elle est située hors unité urbaine. Par ailleurs la commune fait partie de l'aire d'attraction de Châlons-en-Champagne, dont elle est une commune de la couronne,. Cette aire, qui regroupe 97 communes, est catégorisée dans les aires de 50 000 à moins de 200 000 habitants,.

### Occupation des sols
L'occupation des sols de la commune, telle qu'elle ressort de la base de données européenne d’occupation biophysique des sols Corine Land Cover (CLC), est marquée par l'importance des territoires agricoles (90,6 % en 2018), en augmentation par rapport à 1990 (82,1 %). La répartition détaillée en 2018 est la suivante : 
terres arables (85 %), zones urbanisées (6,4 %), zones agricoles hétérogènes (5,6 %), milieux à végétation arbustive et/ou herbacée (2,2 %), zones industrielles ou commerciales et réseaux de communication (0,7 %), eaux continentales (0,1 %). L'évolution de l’occupation des sols de la commune et de ses infrastructures peut être observée sur les différentes représentations cartographiques du territoire : la carte de Cassini (XVIIIe siècle), la carte d'état-major (1820-1866) et les cartes ou photos aériennes de l'IGN pour la période actuelle (1950 à aujourd'hui).

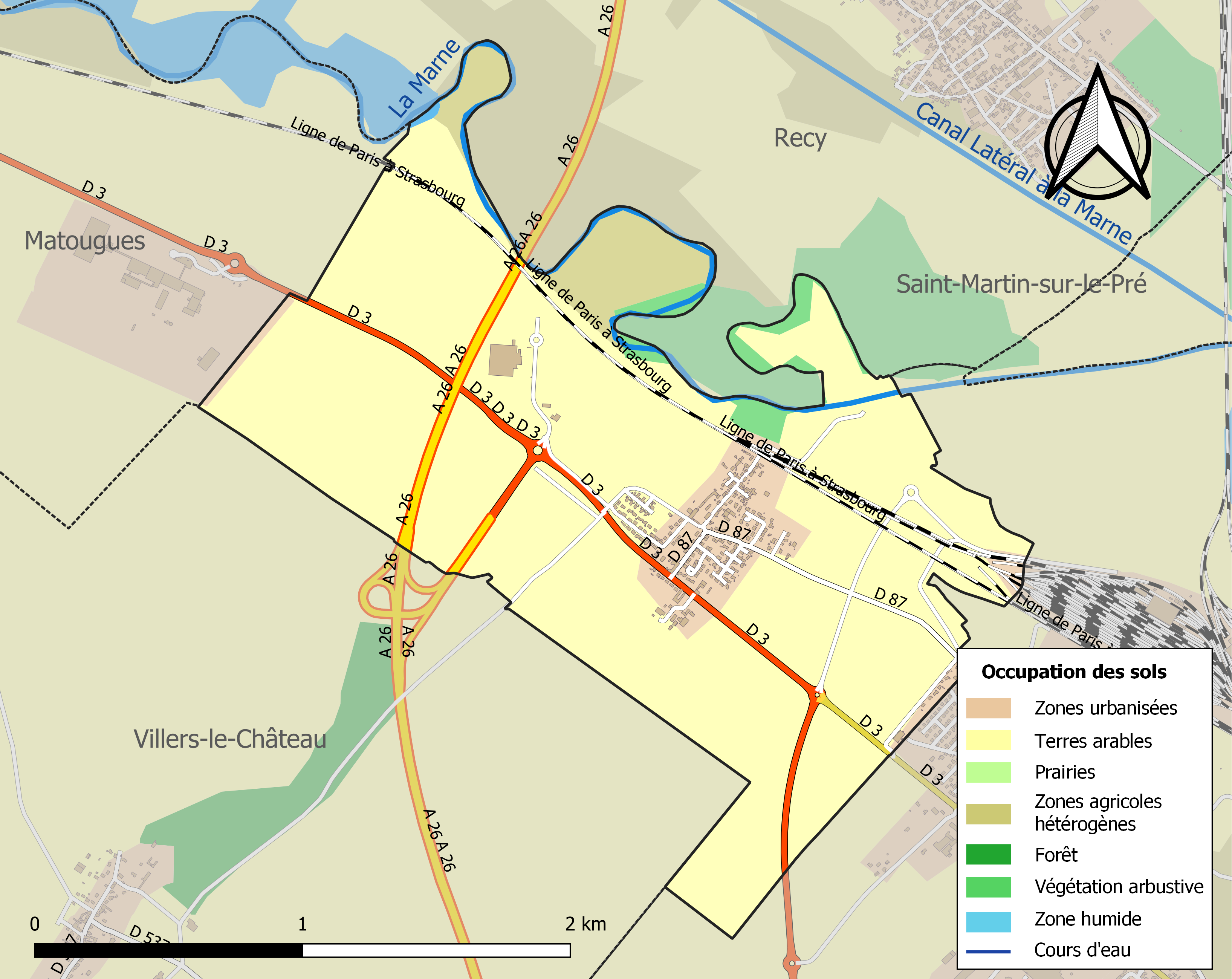
Carte des infrastructures et de l'occupation des sols de la commune en 2018 (CLC).

### Habitat et logement
En 2018, le nombre total de logements dans la commune était de 215, alors qu'il était de 191 en 2013 et de 174 en 2008.
Parmi ces logements, 96,3 % étaient des résidences principales, 1,4 % des résidences secondaires et 2,3 % des logements vacants. Ces logements étaient pour 100 % d'entre eux des maisons individuelles et pour 0 % des appartements.
Le tableau ci-dessous présente la typologie des logements à Saint-Gibrien en 2018 en comparaison avec celle de la Marne et de la France entière. Une caractéristique marquante du parc de logements est ainsi une proportion de résidences secondaires et logements occasionnels (1,4 %) inférieure à celle du département (2,9 %) mais supérieure à celle de la France entière (9,7 %). Concernant le statut d'occupation de ces logements, 81,2 % des habitants de la commune sont propriétaires de leur logement (88,3 % en 2013), contre 51,7 % pour la Marne et 57,5 pour la France entière.
| Typologie                                               | Saint-Gibrien | Marne | France entière |
| ------------------------------------------------------- | ------------- | ----- | -------------- |
| Résidences principales (en %)                           | 96,3          | 88,1  | 82,1X          |
| Résidences secondaires et logements occasionnels (en %) | 1,4           | 2,9   | 9,7            |
| Logements vacants (en %)                                | 2,3           | 9     | 8,2            |

## Toponymie
Le nom de la localité est attesté sous les formes « Ecclesia Sancti Gibriani cum tota villa » (1062) ; Sanctus Gebrianus (1147-1151) ; Sainct-Gevrain (1371) ; Saint-Geuvrain (1406) ; Sainct-Gibrian (1464) ; Saint-Jubrien (1488) ; Saint-Geubrien (1515) ; Sainct-Gibriain, Sainct-Jubrien lez Chaalons, Sainct-Jubrian, Saint-Juveren, Saint-Giberien (1528) ; Sainct-Jubryen, Sainct-Gybriain (1536) ; Sainct-Gibryen (1556) ; Jolibois (1793) ; Montunion (1794).

Saint-Gibrien est un hagiotoponyme qui fait référence à un moine irlandais qui évangélisa la région.

## Histoire

### Protohistoire et antiquité
L'histoire de Saint-Gibrien est tardive et se rapporte à la mémoire, sans doute tronquée et transformée, d'un moine irlandais venu d'Irlande, avec ses frères et sœurs, pour évangéliser la région de la Marne pour évangéliser les campagnes au VIIe siècle. Il faut rappeler qu'avant cette période, la christianisation demeurait un phénomène urbain et que les campagnes ne devinrent chrétiennes qu'au VIIe siècle, encore qu'il faut attendre la réforme grégorienne au XIe pour l'établissement d'une norme stricte, laquelle rejette les pratiques éventuellement anciennes mais non officiellement acceptées, dans le camp de l'hérésie. On rappellera que Gibrien est proche du prénom Brian également d'origine celtique/gaélique. Aucune source à ce jour ne peut attester qu'il y a un lien effectif entre le Saint-Gibien actuel et le site où vécut le moine Gibrien, peut-être plus proche de Coolus si l'on en croit les affirmations de Flodoart. 
La mention d'un lieu dénommé Sanctus Gibrianus n'est attestée qu'au VIIe siècle (1147), sous le règne de Louis VII. Gibriennots et Gibriennotes peuvent ainsi affirmer qu'elle précède d'un demi-siècle le nom France qui n'est attesté qu'à compter de 1204, sous Philippe Auguste.
On sait peu de choses sur la période mais les fouilles entreprises en plusieurs lieux du village attestent d'une occupation du site à la période protohistorique. L'étude a démontré que l'occupation humaine remonte à la fin du Ve millénaire avant notre ère (environ 4200 av. J.-C.). Les vestiges se divisent entre Néolithique moyen et premier puis second âge du Fer. D'une façon générale, l'occupation du site reste quasi constante pendant 4 500 ans, du Néolithique moyen à La Tène.

#### Néolithique
La période du Néolithique moyen marque un temps de chasse au grand gibier, dont la viande est traitée sur place. Trois fosses à détritus ont été découvertes qui datent de cette période, entre 4200 et 3600 avant notre ère. Elles donnent à voir de la vaisselle, des reliefs de repas carnés, quelques outils de silex et des meules à grain en grès. On trouve également un piège de chasseur daté de 3500 à 2700 avant notre ère. Il y avait alors des aurochs dont les vestiges montrent qu'ils ont dû être fumés sur place ou cuits. Le rapport de Fabien Langry-François pour l'Inrap souligne que « les habitations liées à ces fosses ne devaient pas se situer trop loin de la zone fouillée. En effet, la pratique veut qu'au Néolithique, l'homme rejette ses déchets à proximité des bâtiments domestiques ».
Au Néolithique récent, le site est aussi un lieu de production. On a en effet découvert des poids servant aux tisserands et datés de 3500 à 2200 avant notre ère.

#### Premier âge du fer
L'archéologie a exhumé ce qui semble avoir été une grande surface agricole de la civilisation hallstattienne qui correspond aux débuts de l'âge du fer dans la région (750-620 avant notre ère et fin du IIe millénaire avant notre ère au Proche-Orient et en Grèce ancienne). De cette époque, on retrouve douze greniers à grains et de petites constructions agricoles rangées et entourées d'au moins deux enclos. La Marne n'est qu'à 50 mètres du site, qui devait être fertile. L'ensemble devait être entouré d'une palissade en bois et il est possible qu'il y ait eu une tour de guet.

#### Second âge du fer
La période de La Tène, qui correspond à ce que la mémoire nationale regarde comme le temps des Gaulois, est marquée par la présence de 32 silos à grains dont chacun pouvait contenir 8 m3 de volume. Il s'agit de La Tène ancienne (475-250 ans avant notre ère). Là encore, on retrouve quelques petits vestiges et des restes d'animaux, mais, contrairement à l'époque précédente, il n'y a pas de restes de repas, ce qui indique que les propriétaires résidaient ailleurs. D'après les analyses, les denrées étaient du blé, de l'orge et de l'engrain (petit épeautre). 
Ces silos ont été réemployés à d'autres usages. On y trouve en effet trois squelettes humains qui ont été datés de la même époque grâce au carbone 14. Les offrandes retrouvées témoignent du fait qu'il ne s'agit pas d'individus rejetés par leur groupe. L'une des sépultures contient une fibule en fer qui servait à accrocher un manteau ou une cape.

### Moyen Âge
Si c'est bien le lieu d'où un certain vicomte Haideric a fait transférer les reliques de saint Gibrien sous l'épiscopat châlonnais de Rodoard (885-893), alors le village a porté au Haut-Moyen Âge le nom de Cosse (lat. Cosla). 888 marque la fin des Carolingiens et l'élection en février comme roi des Francs (par les grands de Francie occidentale) du Robertien Eudes, comte de Paris. Celui-ci remporte en juin une victoire contre les Normands. L'Historia Eccclesiæ Remensis (Histoire de l'Église de Reims) de Flodoard, chanoine rémois qui constitue une des sources les plus importantes pour le Xe siècle, rapporte que les Normands sont venus jusqu’à Cosse, lieu indéterminé, détruisant la chapelle où était enseveli saint Gibrien, un pieux solitaire scot, c'est-à-dire irlandais, venu dans les Gaules avec ses frères et sœurs au milieu du VIe siècle. Daté du roi Eudes (888-898), le pillage de la chapelle peut se situer entre 888 et 892, date de la fin d'une série de raids normands :
En ce même temps, on transporta aussi dans l'église de saint Remi, les restes de saint Gibrian (lat. Gibrianus), du pays de Chalons, où il était allé en voyage et où il était mort car il était arrivé en cette province sept frères, savoir, Gibrian, Hélan, Trésan, Germain, Véran, Atran et Pétran avec leurs trois sœurs, Fracie, Promptie et Possenne, venus d'Hibernie en pèlerinage pour l'amour de notre seigneur Jésus-Christ et ils s'étaient établis chacun en divers endroits sur la rivière de Marne. Or, Gibrian qui était prêtre, choisit pour sa demeure le village de Cosse...Sur sa tombe fut construit un petit oratoire, à cause de quelques miracles qui y avaient été opérés (...) du temps du roi Eudes, quand la cruauté des Normands portait partout le ravage dans le royaume des Francs, cette chapelle fut réduite en cendres (...) Le religieux comte Haderic alla trouver Rodoard, évêque de l'Église de Châlons, (... ) le suppliant instamment (...) de le transférer en un autre lieu (...) [Traduction de Guizot, 1823]
La période du haut Moyen Âge est en effet connue pour l'importance de l'immigration de moines irlandais responsables de l'évangélisation des campagnes. Les villes ont été évangélisées à la fin de l'Empire romain. Les campagnes sont christianisées au haut Moyen Âge par des moines irlandais. Contemporain de saint Remi et de Colomban, Gibrien serait mort vers 509, sous le roi des Francs Clovis. Ses reliques sont transférées 400 ans plus tard vers l'abbaye Saint-Remi de Reims.
C'est beaucoup plus tard que se développe, à Reims, le culte de saint Gibrien. Patrick Demouy décrit dans sa thèse d'État saint Gibrien comme un personnage obscur mais auquel se rapportent les plus grandes manifestations miraculeuses de la Reims médiévale. Le moine Colomban aurait en effet eu douze disciples, nombre éminemment suspect, dont, d'après J. Heuclin, seuls les trois premiers (Gibrien, Helan et Tresain) sont attestés. Les liens de parenté peuvent être fictifs. Gibrien aurait sillonné la vallée de la Marne avant de s'installer sur la rive gauche près de Châlons. Il aurait été inhumé près de Coolus, sur la route de Troyes. À l'initiative du Comte Haideric, son corps est transféré à l'abbatiale Saint-Remi de Reims, les Normands ayant détruit en 892, l'oratoire construit sur sa tombe.  C'est au XIIe siècle que de nombreux miracles sont prêtés à saint Gibrien, qui fait ainsi l'objet d'un culte et d'un pèlerinage à Reims. Rapportés dans la Chronique de Reims, les miracles qu'on lui prête (102 du 16 avril au 24 août 1145) déplacent les foules dans un rayon de 60 kilomètres autour de Reims mais les pèlerins peuvent provenir de Paris, Compiègne, Verdun ou Péronne. Une cartographie est établie par P.-A. Sigal Les miracles de saint Gibrien, récit du XIIe siècle qui n'a plus grand chose à voir avec la vie réelle de ce saint, relate les miracles prêtés à ce moine irlandais dont le jour de fête était le 8 mai. Le trèfle qu'arbore le blason actuel de la commune renvoie aux origines irlandaises de saint Gibrien. L'historien doit justement attendre le XIIe siècle et le règne de Louis VII, pour trouver le premier document mentionnant un lieu effectivement dénommé Sanctus Gibrianus (1147).

### Temps modernes

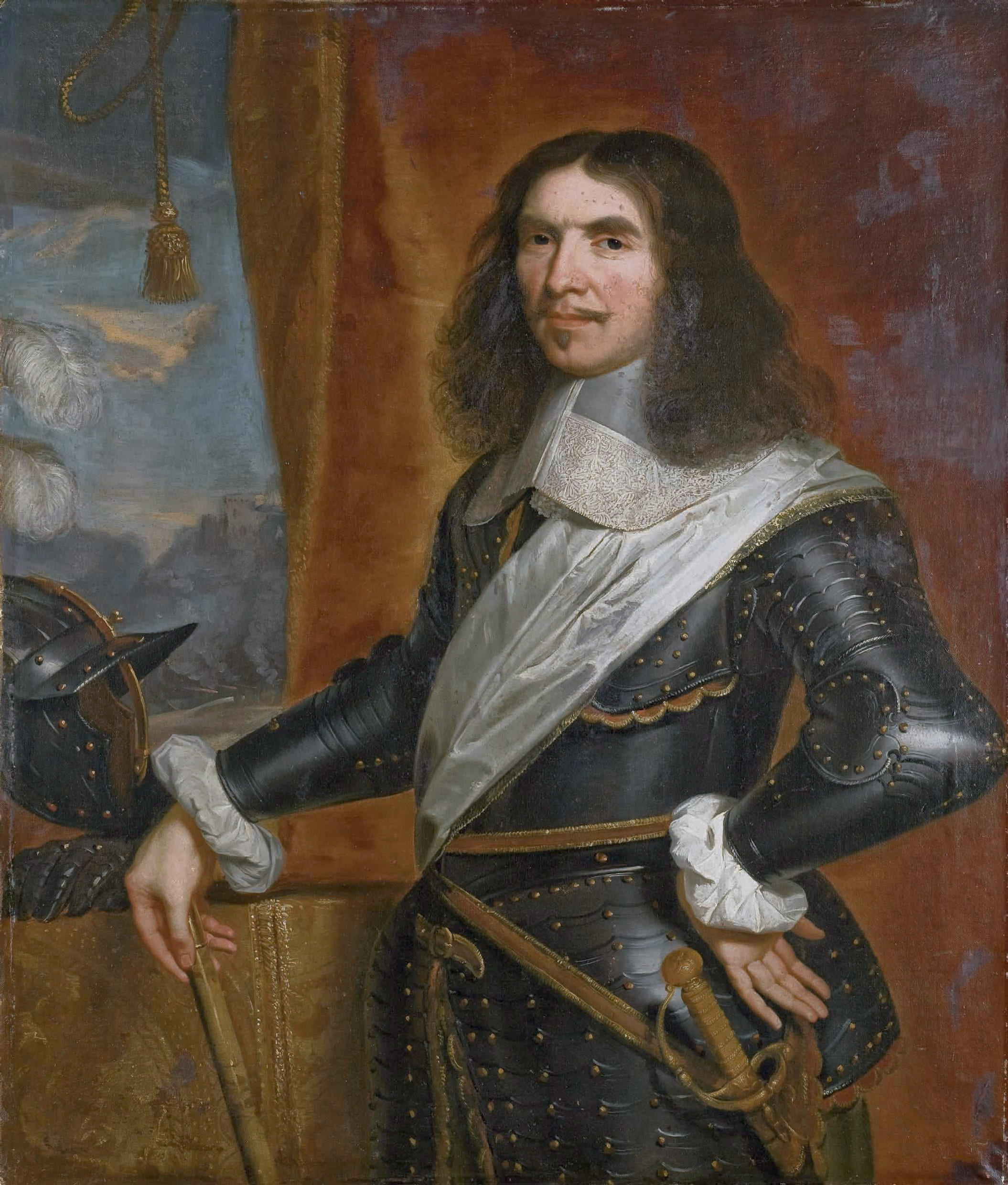
Le vicomte de Turenne par Philippe de Champaigne

Le 20 mars 1651, Louis XIV signa avec Turenne (Henri de la Tour d'Auvergne-Bouillon), duc de Bouillon et marquis de La Tour d'Auvergne (Château de Sedan-1611, bataille de Salzbach, 1675) un traité qui cédait à ce maréchal de France, contre d'autres avantages, la duché-pairie de Château-Thierry avec tous les privilèges y afférents, parmi lesquels celui de la pêche sur la Marne entre Saint-Gibrien, en amont, et Château-Thierry, en aval. Le fait devait refaire surface trois siècles plus tard quand un descendant de Turenne contesta le bon droit d'un pharmacien qui avait pêché un brochet à Aulnay, deuxième village en aval de Saint-Gibrien.

### Époque contemporaine
Au cours de la Révolution française, la commune porta provisoirement les noms de Jolibois et de Mont-Union.
On note que la commune, qui est alors particulièrement petite, perd des habitants en 1806, sous l'Empire. L'hypothèse à vérifier est que, dans une France à la population encore jeune, le manque de 1806 corresponde aux jeunes enrôlés dans les armées napoléoniennes, décédés sur les champs de bataille ou encore occupés à parcourir l'Europe. Ce déficit démographique explique alors des salaires ouvriers et agricoles assez élevés par rapport à la décennie précédente mais il reste à vérifier à l'échelle locale cette tendance nationale.
Sous la Restauration, malgré la non-remise en cause par Louis XVIII de l'abolition des privilèges votée le 4 aout 1789, la question des droits de pêche faisait encore l'objet de litiges de la part des descendants de Turenne. Il revint à un jugement du tribunal civil de la Seine du 9 août 1822 de dire le droit sur la question de la ferme de la pêche. Ce jugement fut confirmé le 9 mai 1823 par un arrêté de la cour de Paris. L'affaire confirme cependant la réticence des descendants des aristocrates de l'Ancien régime à accepter le droit égalitaire issu de 1789.
L'exode rural commença en 1856, sous Napoléon III, dans le contexte de l'industrialisation du pays.

#### Depuis 1975: péri-urbanisation et intégration à l'agglomération de Châlons

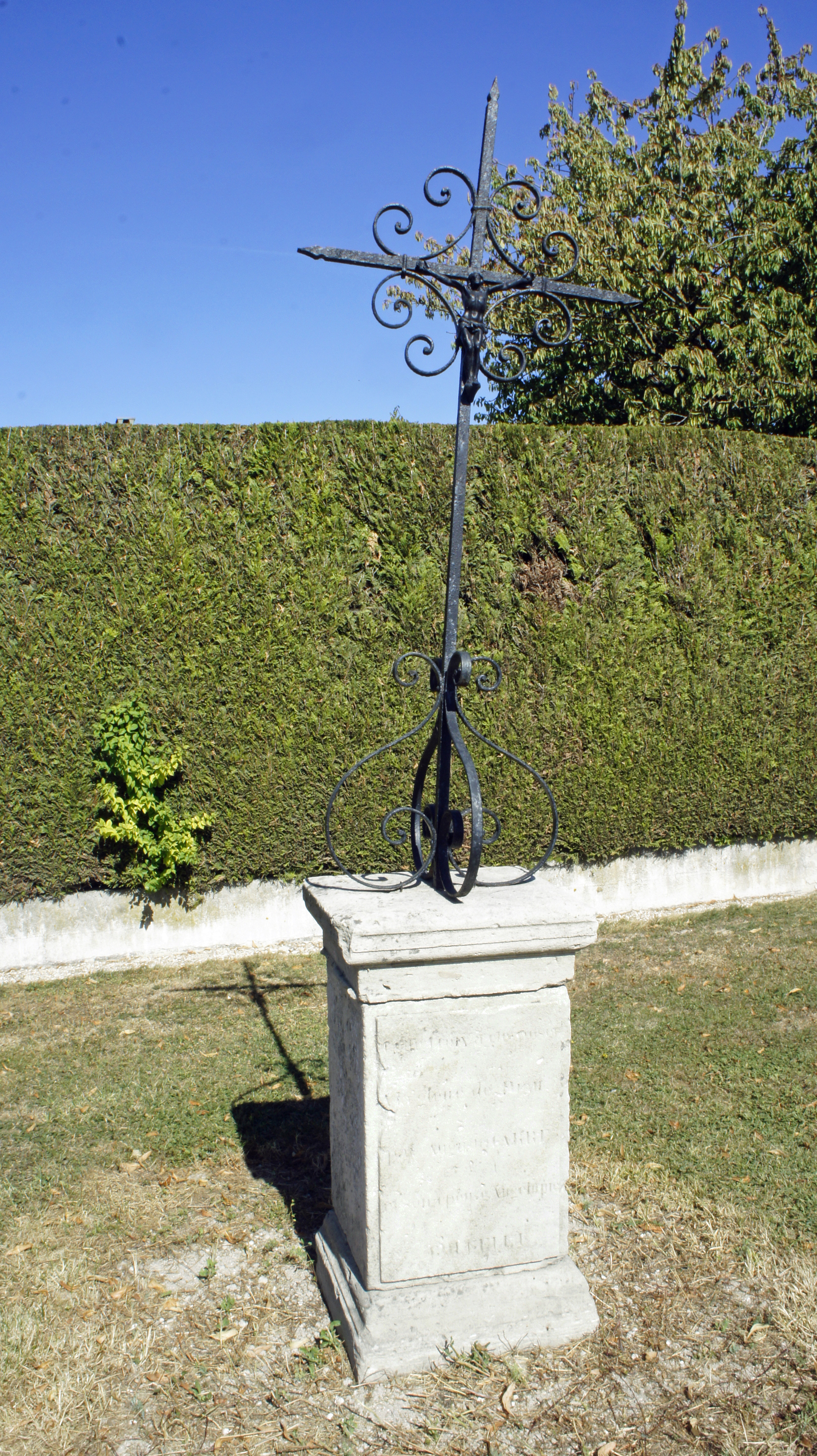
Croix de chemin.

1975 - La péri-urbanisation est le processus d'intégration par des urbains d'un espace rural qu'ils transforment. C'est un village de 99 habitants, relativement à l'écart de la route départementale principale, ce qui fait sous-estimer sa taille aux automobilistes de passage. Saint-Gibrien compte alors un café-épicerie - boulodrome, principal lieu de sociabilité tenu par Claudette Moreau (Chez Claudette), en bout de village, près du pont, au-dessus de la voie de chemin de fer. C'est avant tout un espace rural et agricole. L'autre commerce est celui du mécanicien dont le garage station-service a pour clientèle les habitants du village et les automobilistes parcourant la départementale Châlons-Épernay. Face au garage, la ferme Brodier, au bord de la départementale, additionne les activités d'élevage bovin et avicole à la céréaliculture. À cette époque, la petite église locale est déjà touchée par la déchristianisation et, partant, le déclin des vocations cléricales qui explique l'absence d'offices dominicaux. 
Cette situation qui paraît ancienne est alors confrontée aux bouleversements démographiques de la société française, lesquels se traduisent ici par la rurbanisation : arrivée "à la campagne", d'urbains continuant de travailler en ville, à Châlons-sur-Marne (nom en usage à cette époque). Ces urbains investissent le premier lotissement construit entre château d'eau et ferme Brodier : le Petit Buisson. Leur arrivée à la campagne est permise par la démocratisation de l'automobile depuis les années 1960. Le lotissement est gagné sur des terres jusqu'ici vouées à la céréaliculture. Le Crédit agricole est partenaire financier de l'opération réalisée par un maître d'œuvre. L'architecte prévoit trois types de pavillons à choisir et acheter sur plan : modèles A, B et C. L'épisode reflète les tendances générales de l'histoire de la péri-urbanisation bien que celle-ci soit moins avancée en Champagne qu'ailleurs.
Pour ces urbains, il est encore question de s'installer à la campagne, ce que démontre rapidement la possibilité pour eux d'acheter du lait et des œufs le soir à la ferme Brodier. Aucun n'a réellement conscience que sa présence va progressivement transformer l'espace local et l'identité rurale de la commune. La ferme devient d'ailleurs un lieu de sociabilité qui permet aux nouveaux habitants, de s'intégrer à la population saint-gibriennote. Peu à peu, les Brodier abandonnent les poules puis les vaches. Les néo-ruraux, naguère persuadés d'être venus vivre à la campagne, font l'expérience de la spécialisation de l'agriculture et de l'effet de leur présence sur un espace qu'ils contribuent à transformer. Autre forme d'intégration des urbains à la campagne, quelques parents inscrivent leurs enfants dans la classe unique du village.
Vers 1979, est construit le lotissement des Cytises, accroissant encore la population.

#### Depuis 1989: un nouveau village en voie d'intégration à Châlons-en-Champagne
En 1989, l'idée d'une nouvelle équipe municipale naît dans un lieu de sociabilité récent : le terrain de tennis construit avec le 3e lotissement. Les habitants ne s'y trompent guère qui désignent cette alternative municipale comme étant l'équipe du terrain de tennis. Il est d'ailleurs notable que l'ancien lieu de sociabilité, le café-épicerie-terrain de boule "Chez Claudette" ait alors fermé, fortement concurrencé par les progrès des hypermarchés depuis le début des années 1970. L'équipe du terrain de tennis est finalement élue. Elle marque la fusion des différentes populations dans une conscience municipale commune et l'appropriation de la commune et de l'identité communale par les anciens urbains. Le Conseil municipal se donne pour maire Christian Longuet. Son statut de retraité SNCF le rapproche des nouvelles couches d'employés et ouvriers ayant investi la commune depuis 1975. Son image de grand-père bienveillant peut aussi avoir contribué à le rapprocher des anciennes couches.
1992 - À cette époque, Saint-Gibrien devient une sortie d'autoroute Châlons-Sud vers Troyes Lyon sur l'A26, mise en service en 1992, avec pour conséquence un soutien aux prix immobiliers. 

## Politique et administration

### Rattachements administratifs et électoraux

#### Rattachements administratifs
La commune se trouve dans l'arrondissement de Châlons-en-Champagne du département de la Marne.
Elle faisait partie de 1793 à  1973 du canton de Châlons-sur-Marne, année où celui-ci est scindé et la commune rattachée au canton de Châlons-sur-Marne-3. Dans le cadre du redécoupage cantonal de 2014 en France, cette circonscription administrative territoriale a disparu, et le canton n'est plus qu'une circonscription électorale.

#### Rattachements électoraux
Pour les élections départementales, la commune fait partie depuis 2014 du canton de Châlons-en-Champagne-2
Pour l'élection des députés, elle fait partie de la quatrième circonscription de la Marne.

### Intercommunalité
Saint-Gibrien est membre de la communauté d'agglomération de Châlons-en-Champagne, un établissement public de coopération intercommunale (EPCI) à fiscalité propre créé en 2000 et auquel la commune avait transféré un certain nombre de ses compétences, dans les conditions déterminées par le code général des collectivités territoriales.

### Liste des maires
| Période                                  | Période                       | Identité          | Étiquette | Qualité              |
| ---------------------------------------- | ----------------------------- | ----------------- | --------- | -------------------- |
| Les données manquantes sont à compléter. |                               |                   |           |                      |
| avant 1876                               | après 1877                    | Prin              |           |                      |
| 1971?                                    | 1977                          | () Bérat          |           | Exploitant agricole  |
| 1929                                     | ?                             | A. Detz           |           |                      |
| Les données manquantes sont à compléter. |                               |                   |           |                      |
| 1977                                     | 1989                          | Évelyne Bérat     |           | Exploitante agricole |
| 1989                                     | 2008                          | Christian Longuet |           | Retraité SNCF        |
| 2008                                     | mai 2020                      | Patrick Libera    |           | Agriculteur          |
| mai 2020                                 | En cours (au 2 décembre 2021) | Hervé Huber       |           | Cadre retraité       |

## Population  et société

### Démographie
L'évolution du nombre d'habitants est connue à travers les recensements de la population effectués dans la commune depuis 1793. Pour les communes de moins de 10 000 habitants, une enquête de recensement portant sur toute la population est réalisée tous les cinq ans, les populations de référence des années intermédiaires étant quant à elles estimées par interpolation ou extrapolation. Pour la commune, le premier recensement exhaustif entrant dans le cadre du nouveau dispositif a été réalisé en 2007.

En 2022, la commune comptait 548 habitants, en évolution de +4,98 % par rapport à 2016 (Marne : −1,19 %, France hors Mayotte : +2,11 %).
| 1793 | 1800 | 1806 | 1821 | 1831 | 1836 | 1841 | 1846 | 1851 |
| ---- | ---- | ---- | ---- | ---- | ---- | ---- | ---- | ---- |
| 73   | 86   | 63   | 82   | 94   | 101  | 105  | 116  | 129  |

| 1856 | 1861 | 1866 | 1872 | 1876 | 1881 | 1886 | 1891 | 1896 |
| ---- | ---- | ---- | ---- | ---- | ---- | ---- | ---- | ---- |
| 130  | 123  | 117  | 106  | 105  | 101  | 99   | 93   | 92   |

| 1901 | 1906 | 1911 | 1921 | 1926 | 1931 | 1936 | 1946 | 1954 |
| ---- | ---- | ---- | ---- | ---- | ---- | ---- | ---- | ---- |
| 88   | 76   | 85   | 89   | 105  | 97   | 115  | 121  | 110  |

| 1962 | 1968 | 1975 | 1982 | 1990 | 1999 | 2006 | 2007 | 2012 |
| ---- | ---- | ---- | ---- | ---- | ---- | ---- | ---- | ---- |
| 136  | 99   | 134  | 388  | 436  | 368  | 441  | 452  | 498  |

| 2017 | 2022 | - | - | - | - | - | - | - |
| ---- | ---- | - | - | - | - | - | - | - |
| 538  | 548  | - | - | - | - | - | - | - |

### Activités sportives et culturelles, vie sociale
Bien que Saint-Gibrien ait connu depuis longtemps l'usage informel d'un terrain de foot situé à l'extrémité de la commune, aujourd'hui entre le dernier lotissement et le centre postal, la modestie, pendant longtemps, des structures de loisirs pour jeunes y illustre bien la difficulté de création d'espaces de loisirs dans les espaces de périurbanisation. Il est cependant notable qu'une association sportive, le FC Saint-Gibrien, ait vu le jour en 1999, pour s'étendre en 2006 aux jeunes de Matougues. À côté du tennis, qui s'adresse à tous, beaucoup de loisirs sont en effet destinés à une population adulte et de troisième âge, c'est le cas notamment de l'actuel club des Beaux jeudis ou des activités de gymnastique pour adultes. En quarante ans, la population a presque quintuplé. Elle était de 99 habitants en 1975. La commune est le siège de l’ Association des fabophiles français (AFF) depuis décembre 1995.

## Culture locale et patrimoine

### Personnalités liées à la commune
La légende raconte que c'est ici que mourut saint Gibrien.

### Héraldique
| Blason de Saint-Gibrien | Blason  | Écartelé en sautoir : au premier d'azur à la fasce d'argent cotoyée de deux doubles burelles potencées et contre-potencées d'or, au deuxième de gueules aux deux épis de blé feuillés d'or, les tiges passées en sautoir, au troisième de gueules au héron contourné d'or, au quatrième d'or au trèfle de sinople. |
| Blason de Saint-Gibrien | Détails | Le statut officiel du blason reste à déterminer. |